# Ramsin Azizsir
Ramsin Azizsir (ur. 12 czerwca 1991) – niemiecki zapaśnik startujący w stylu klasycznym. Zajął piąte miejsce na mistrzostwach świata w 2014. Brązowy medalista Mistrzostw Europy w 2017, a także igrzysk europejskich w 2015. Mistrz świata wojskowych w 2014. Piąty w Pucharze Świata w 2017. Mistrz Europy juniorów w 2010, a drugi w 2011 roku.
Mistrz Niemiec w 2011 i trzeci w 2009 i 2015 roku.